# 让·阿杜安

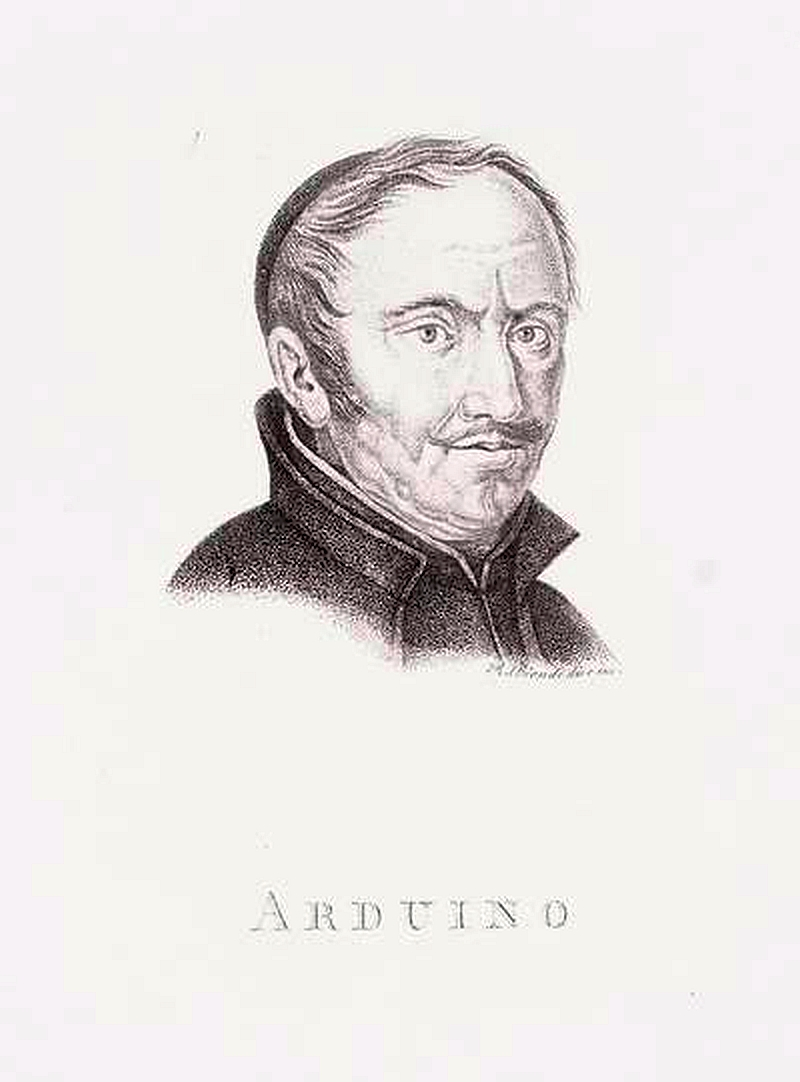
让·阿杜安的肖像，作者R·比昂迪（R. Biondi）

让·阿杜安（法語：Jean Hardouin，法語發音：[ʒɑ̃ aʁdwɛ̃]；1646年12月23日—1729年9月3日），是一位法国神父和古典学者，因生前编辑古代作家作品和撰写大公会议的历史而知名。然而，他现在最为人所知的是被视为各种非正统理论的创始人，尤其是他认为，传统上被视为14世纪之前写成的所有文献，几乎都是当时的一次阴谋伪造出来的。他还否认大多数古代艺术品、硬币和铭文的真实性。阿杜安的古怪想法导致他的许多作品被列入禁书目录。
尽管阿杜安被称为“病态的”和“疯狂的”，但他只是他那个时代普遍批评趋势的一个极端例子。在他之前已经有巴鲁赫·斯宾诺莎、托马斯·霍布斯和让·达耶等作者，他们已经开始识别和抛弃中世纪文献或教会著作中错误的归属或日期。

## 生平
阿杜安出生于布列塔尼的坎佩尔。他在父亲的书店里对文学产生了兴趣，在1662年左右（16岁）申请并获得了加入耶稣会的资格。他前往巴黎学习神学。1683年，他最终成为路易大帝中学的图书管理员，并在那里去世。
他出版的第一部作品是《狄米斯提厄斯》（1684年）的一个版本，其中包括不少于13篇新的演讲。在让·加尼耶（1612—1681）的建议下，他开始为《王太子系列编辑普林尼的《自然史》（Natural History），并在五年内完成了这项任务。除了编辑工作外，他还对钱币学产生了兴趣，并出版了几本有关该主题的学术著作，所有这些著作都表明他决心与其他解释者不同。当一位耶稣会士同伴曾向阿杜安讲述“其‘悖论和荒谬’给公众带来的震惊”时，阿杜安粗暴地答道：“我一生都在凌晨4点起床，你认为我只是为了说出别人在我之前已经说过的话吗？”他关于这一主题的著作包括：《古代人民和城市的硬币插图》（Nummi antiqui populorum et urbium illustrati，1684年）、《殖民地和城市古币上的Antireticus》（Antirreticus de nummis antiquis coloniarum et municipiorum，1689年）和《旧约到流行版本年表并附钱币插图》（Chronologia Veteris Testamenti ad vulgatam versionem excata et nummis illustrata，1696年）。
阿杜安被教会当局任命来监督《最伟大的皇家议会收藏》（Conciliorum collectio regia maxima，1715年）；但他被指控隐瞒重要文件，还包括伪造的文件，并且根据法国高等法院（当时与耶稣会有冲突）的命令，该书的出版被推迟。他去世后，其作品集《歌剧变奏》（Opera varia）于1733年在阿姆斯特丹出版。勒内-约瑟夫·德·图纳米纳对该书评论说，如果匿名编辑们真的喜欢阿杜安，他们就不会出版这些作品，而这正是阿杜安的朋友皮埃尔·达尼埃尔·于埃会做的。休特曾说，阿杜安花了四十年时间去毁掉他自己的名誉，却未能实现这一目标。:496

## 思想

### 无神论的概念
在17世纪的法国，经常在广义上使用“无神论”一词，不单单用来指那些否认或质疑上帝存在的人，也包括以下人群：对上帝的本质抱有错误观念的人，否认上帝对世界的天意统治的人，否认存在一个奖惩分明的来世的人，拒绝基督教的人，拒绝健全的基督教神学的人，以及过着不道德生活的人。1733年《歌剧变奏》（Opera varia）中出现的最值得注意的作品是阿杜安的《无神论者暴露》（Athei detecti），其中所涉及的无神论者包括：康内留斯·詹森、安德烈·马丁（André Martin）、路易·托马森、尼古拉·马勒伯朗士、帕基耶·凯内尔、安托万·阿尔诺、皮埃尔·尼科尔、布莱兹·帕斯卡、勒内·笛卡尔、安托万·勒格朗和皮埃尔-西尔万·雷吉斯。按照阿杜安的说法，将上帝等同于“存在”和“真理”或“无限完美的存在”等超验事物的古典哲学神学，是无神论的。:praef.《无神论者暴露》之后是一篇题为《重要反射》（Réfléxions importantes）的后记，阿杜安在其中致力于证明无神论和笛卡尔主义是一回事。:259—273

### 圣经理论
普遍观点认为，《新约》武加大译本是从现存希腊文本翻译而来。与之相反，阿杜安认为《新约》所有的书最初都是用拉丁文写成的，或者至少是经原作者们同意而翻译成拉丁文的，而希伯来语或希腊语的原著已丢失。:1阿杜安还认为，耶稣基督本人日常说拉丁语，这也解释了福音书中耶稣的话语以阿拉姆语记录的段落，被标明这不是他通常所说的语言。:3—4
在1708年发表的一篇文章中，阿杜安解读了安条克事件，该文章后来作为他对《新约》评论的附录重印。根据福音书，耶稣给他的门徒约拿的儿子西门起了一个新名字，其亚拉姆语和希腊语版本分别为“矶法”（Cephas）和“彼得”（Peter）。使徒保罗在《加拉太书》中写道，当“矶法”来到安条克时，保罗当面斥责了他。大多数古今注释者都理所当然地认为，被斥责的人就是矶法，他是十二门徒之一，也被称为彼得。然而，由于新教和詹森主义辩论家们利用安条克事件来反对彼得（以及作为彼得继承人的教皇）的至高无上和绝对正确，阿杜安捍卫了某些古代作者所表达的观点，即保罗斥责的是另一个人，这个人碰巧也叫矶法。:920—933:785—799阿尔贝特·皮吉乌斯之前也曾捍卫过同样的立场。阿杜安在其文章的第五章和第六章中甚至断言，如果人们承认彼得受到了保罗的责备，那么就可以认为彼得犯了异端罪，所有对圣经的信仰都会被颠覆。:924—925:789—790这种过度的热情引发了对the Index的评论。
雅克·布瓦洛反对了阿杜安的论文。本笃会的安托万·奥古斯丁·卡尔梅也同意布瓦洛的观点。弗朗切斯科·安东尼奥·扎卡里亚引用了其他几位发文反对阿杜安的天主教和新教作者，其中一位对阿杜安的观点进行了神学谴责，称其“错误、鲁莽、乏味、幼稚和轻率”。18、19世纪的大多数天主教神学家都追随皮吉乌斯和阿杜安。到20世纪，这一立场已不再受到天主教解经家们的青睐，但直到1958年，才有救赎主派的克莱门斯·M·亨泽（Clemens M. Henze）为之辩护。
最近对新约的批判性学术研究仍然对彼得和矶法之间的区别不屑一顾。巴特·叶尔曼在1990年的一篇文章中维护了“彼得和矶法是不同人物”的观点，但戴尔·艾利森反驳了该文。叶尔曼最近对其在文中维护的观点表示了怀疑，特别是因为艾利森的观点，即早期基督教界的两位突出人物不大可能都叫彼得/矶法。因为在耶稣为西门取名彼得这个基督教传统之前，只有一个记录的实例使用矶法作为人名，并且没有证据表明使用彼得作为人名。

### 对古代和中世纪文献的看法
阿杜安回忆说，1690年8月他开始怀疑希波的奥古斯丁和他同时代人的一些作品是不真实的，到1692年5月他“发现了一切”。:373—374阿杜安开始相信，在基督教的最初一千三百年里，基督教教义是通过不成文的口头传统流传下来的，神学书籍还没有写成；14世纪，教父和中世纪经院哲学家的所有著作，都是由“无神论”僧侣们在某个“西弗勒斯·阿孔蒂乌斯”（Severus Archontius）的指导下伪造的，目的是将异端引入教会。:374
因此，阿杜安认为从教皇理诺到印刷机的发明，这整个教会历史都是虚构的；皮埃尔·勒布伦曾问阿杜安，既然他相信在特利腾大公会议之前没有举行过大公会议，那为什么他要写他的大公会议历史，他答道：“只有上帝和我知道。”:374
阿杜安还相信，几乎所有古代世俗文学同样都是为了支持这种欺诈而捏造的，正如他在其著作《论希律王硬币》中首次公开暗示的那样：“让我在这里提出某人的猜想，他从来不是愚蠢的猜想发明者，但现在也许更加怀疑而非更加相信，并且过分沉迷于自己的聪明才智。让每个人都像他一样接受吧。他发现——正如他最近悄悄对我说的那样——几百年前有一个集团从事于捏造古代历史，因为这些我们现在所拥有的历史，当时还都不存在；他很清楚他们的时代，以及他们的作坊在哪儿；在这件事上他们借助了西塞罗、老普林尼、维吉尔的《农事诗》，以及贺拉斯的《讽刺诗》和《书信集》；我担心他不会说服任何人，他认为，这些是仅有的真实的古拉丁文献，除了极少数的铭文和一些法斯蒂。”根据阿杜安的说法，所有其它的前现代文献，都是用相同的希腊语或拉丁语风格写成的，跟少数真正古典作者的风格相比很低劣，这证明所有这些作品都是在同一时代创作的。有一些作品他承认是真实的，如果有任何与之相矛盾的事实，都会被他视为伪造者无知的证据。
图纳米纳创作了一部题为《阿杜安神父体系的十二个不可能》（Twelve Impossibilities of Father Hardouin's System）的作品，但现已失传。:495—4961707年，米歇尔·勒泰利耶在耶稣会总会长米开朗基罗·坦布里尼的要求下，对阿杜安的体系展开了调查。十来名耶稣会士写信给坦布里尼，他们一致认为阿杜安的思想对耶稣会和天主教会非常危险，应当镇压。:494
新教作家马蒂兰·韦西埃·拉克罗兹在一部法语作品中攻击了阿杜安的体系，其后又出版了另一本拉丁语作品。拉克罗兹将阿杜安的“西弗勒斯·阿孔蒂乌斯”解释为对腓特烈二世毫不掩饰的提及。阿杜安的《歌剧选集》（Opera selecta）于1708年在阿姆斯特丹出版，以迄今为止最清晰的形式向公众展示了他的体系。
《歌剧选集》的出版，令阿杜安的领导公开了他们对其体系的不满。1709年2月，《科学与艺术史回忆录》（Mémoires pour l'Histoire des Sciences & des beaux-Arts，通称《特雷武杂志》）上出现了一份由勒泰利耶和巴黎耶稣会高层签署的“声明”，并证明了坦布里尼也批准了该声明。声明中说，对于阿姆斯特丹版本所包含的作品，他们希望从未面世，或者已被遗忘。签署者们特别写道：“认为希腊圣经文本的不真实性，希腊教父和拉丁教父的作品，以及教会普遍认为真实的其它教会文物，它们之间存在悖论，我们拒绝接受这种有害的观点。”他们还认为，阿杜安关于世俗文献作品年代的观点是“一种不可持续的幻想”，并特别谴责阿杜安否认教父所引用世俗作品的古老性。在该声明之后，阿杜安本人签署了一份声明，称：“我真诚地赞同上述声明的全部内容；我在我的作品中真诚地谴责它所谴责的内容；特别是我说的关于一个不虔诚派系的话，我说它们在几百年前就编造了大多数教会或世俗的作品，而这些作品至今仍被认为是古代的。”阿杜安承诺，永远不会以口头或书面形式，说出任何直接或间接与这次撤回相反的言论。
阿姆斯特丹版本在后来印刷时附上了阿杜安的“抗议”，大意是该版本未经他授权及修改；阿杜安还强调了拉克罗兹的让步，即阿杜安尚未“明确提出”希腊和拉丁教父是不真实的；他还指责了拉克罗兹，攻击道：“不是他在我的书中看到的东西，而是他相信自己在那里看到的东西”。阿杜安抗议说，他对希腊或拉丁教父一无所知，只相信“罗马教会、最有学问的批评家和最有能力的天主教神学家”所相信的；至于世俗作者，就跟最好的批评家一样，他只相信在真正的古代作者中，有些人的年代我们可以合理地怀疑，但如果阿杜安的思想很奇特，他说将他们作为一个团体归为耶稣会，这是一种公然的不公正。阿杜安提出抗议后，印刷商回复时坚称，他忠实地印刷了这些作品，跟他拿到的是一样的；当他答应通过撤回或更正来补充该版本时，阿杜安希望添加，或将该版本出售给另一家印刷商以降低支付费用；他不会变更文本，更愿保持原样，因为如果读者认为版本不完整，其销售就会受到损害。:n.p.
尽管阿杜安公开撤回了自己的理论，但很明显他并没有放弃这些观点，因为他在其《古代作者批评序言》（Ad censuram scriptorum veterum prolegomena）中进一步阐述了这些观点。该书肯定写于1714年之后，因为其中引用了一封1712年的主教牧函，以及阿杜安自己的《理事会的集合》（Conciliorum collectio）。:379在《序言》中，阿杜安也承认了普劳图斯和维吉尔《牧歌集》的真实性，并指出《伊利亚特》、《奥德赛》和希罗多德的历史是古希腊文献中仅有的现存作品。:196:139但他的名单却打击了西塞罗，说他的作品也是阴谋家编写的。:178:1261766年《序言》出版后，受到了克里斯蒂安·阿道夫·克洛茨的严厉批评，他讽刺地写道，他的时代缺乏坏书和蠢人，事实证明有必要把阿杜安的手稿从灰尘中刨出来，交给那些不想要它、也没有寻求过它的人。
尽管阿杜安承认维吉尔的《农事诗》和《牧歌集》的真实性，但他还是专门写了一篇论文来质疑《埃涅阿斯纪》的真实性。:280—327同样，虽然阿杜安承认贺拉斯的《书信集》和《讽刺诗》的真实性，但他创作了一部作品来证明《颂歌》、《纪元》、《时代之歌》和《诗艺》都是假的。:328—362
在对《神学大全》的四卷手稿批判性讨论中，阿杜安否认圣托马斯·阿奎那是该书的作者，他说该书是由无神论者写的，并质疑阿奎那本人的存在。阿杜安认为《神曲》存在时代错误和异端，他认为该书的真正作者是约翰·威克里夫的一位追随者，是他错误地将其归属于但丁·阿利吉耶里。阿杜安还在一本著作中发现了异端，该书的作者被假定为圣罗伯·白敏，他是最受尊敬的耶稣会神学家之一；阿杜安宣称白敏对《诗篇》（Psalms）的评论是一个无神论者的作品，并相信这是西弗勒斯·阿孔蒂乌斯修道士的作品，白敏并未出版该作品，但后来受骗才允许以其名义出版。阿杜安认为白敏的其它作品也有类似的起源，如灵修著作《论圣徒的永恒幸福》（On the Eternal Felicity of the Saints）、《鸽子的呻吟》（The Groaning of the Dove）、《心灵上升到上帝》（The Mind's Ascent to God）、《主的七言》（The Seven Words of the Lord）和《安乐死的艺术》（The Art of Dying Well），以及赞美诗《天上之光之父》（Pater superni luminis），他还否认白敏《圣礼争议》（Controversies on the Sacraments）的真实性。
在1713—1714年波义耳讲座中，本杰明·伊博特（Benjamin Ibbot）以“阿杜安相信几乎所有古代文献都是虚假性的”为例来说明，一位著名作者在面对普遍共识时的观点，并不能为这种明显荒谬的想法提供可信度。
历史学家伊萨克-约瑟夫·贝吕耶的《上帝子民的历史》（Histoire du peuple de Dieu），因遵循这一理论而受到谴责。该理论的现代继承人是俄罗斯数学家阿纳托利·季莫费耶维奇·福缅科，其结论基于统计文本分析和计算天文学的专有方法，这更加激进，但被认为是伪科学。

## 作品
以下是阿杜安作品的完整列表：
- 让·阿杜安.  [从希罗底古硬币中复原的年表]. 巴黎: Jean Anisson. 1693  [2024-01-01]. （原始内容存档于2023-08-02） （拉丁语）.
- 让·阿杜安.  [歌剧选集]. 阿姆斯特丹: Jean Louis de Lorme. 1709  [2024-01-01]. （原始内容存档于2023-07-31） （英语）.
- 让·阿杜安.  [对但丁年龄的质疑]. Mémoires pour l'Histoire des Sciences & des beaux-Arts. 1727年8月: 1516—1534  [2024-01-01]. （原始内容存档于2023-07-30） （法语）.
  - 让·阿杜安.  [对但丁年龄的质疑]. 巴黎: Benjamin Duprat. 1847 [1727]  [2024-01-01]. （原始内容存档于2023-07-30） （法语）.
- 让·阿杜安.  [歌剧变奏]. 阿姆斯特丹: Henri du Sauzet. 1733  [2024-01-01]. （原始内容存档于2023-10-30） （英语）.
- 让·阿杜安.  [新约注释]. 阿姆斯特丹: Henri du Sauzet. 1741  [2024-01-01]. （原始内容存档于2023-07-30） （拉丁语）.
- 让·阿杜安.  [古代作者批评序言]. 伦敦. 1766  [2024-01-01]. （原始内容存档于2023-07-30） （拉丁语）.
  - 英文译本：让·阿杜安.  [让·阿杜安的《序言》]. 由埃德温·约翰逊（英语：Edwin Johnson (historian)）翻译. 悉尼: 安格斯和罗伯逊（英语：Angus & Robertson）. 1909  [2024-01-01]. （原始内容存档于2023-07-30） （英语）.